# Театральні прем'єри (2022)
У статті в хронологічному порядку наведено перелік прем'єр українського театру, які припадають на 2022 рік.

## Каталог прем'єр
Перелік прем'єрних вистав наведено за каталогом порталу «Театральна риболовля».

### Січень
- 2 січня —
  - «Попелюшка» (реж. Ростислав Держипільський, Івано-Франківський національний академічний обласний музично-драматичний театр імені Івана Франка)[3][4]

- 10 січня —
  - «Миша Шуша Шоу» казковий мюзикл Оксани Лущевської на музику Костянтина Яворського (реж. Анастасія Казмірчук, Творча студія Наталії Журавльової, м. Луцьк)

- 13 січня —
  - «Сповідь або „Крові прагну“» за творами Антона Чехова (реж. Влад Троїцький, Центр Сучасного Мистецтва «ДАХ»)

- 16 січня —
  - «Вечори на хуторі» за мотивами повісті «Ніч перед Різдвом» Миколи Гоголя (реж. Олеся Чепелюк, Закарпатський обласний театр драми та комедії, м. Хуст)

- 21 січня —
  - «Називай мене Пітер» Яна Фрідріха (реж. Давид Петросян, Київський академічний театр юного глядача на Липках) (поновлення вистави 2016 року)[5][6][7][8]

- 29 січня —
  - «The City Was There» за мотивами оповідання «Дивне Диво», сцен з повісті «Кульбабове вино» та «451 градус за Фаренгейтом» Рея Бредбері (реж. Алекс Боровенський, Київський академічний театр юного глядача на Липках)[6][9][10][11][12][4]
  - «Одержима» опера на музику Мирослава Волинського за однойменною поемою Лесі Українки (дир. Сергій Голубничий, реж. Марина Рижова, Музично-театральна майстерня «RAZOM», м. Київ)[13]

- 30 січня —
  - «Зашнурована пара» за п’єсою «Шлюбна гра» Едварда Олбі (реж. Анна Пироженко, Київський національний академічний Молодий театр)[4]
  - «Французька рулетка» за п’єсою «Вісім люблячих жінок» Робера Тома (реж. Влад Сорокін, Львівський обласний академічний музично-драматичний театр імені Юрія Дрогобича, м. Дрогобич)

### Лютий
- 3 лютого —
  - «Кадіш. Поминальна молитва» (реж. Елістін Михайлов, Одеський обласний театр ляльок)[14][15]
  - «Кар’єра за прізвищем» за п’єсою «Мина Мазайло» Миколи Куліша (реж. Євгеній Резніченко, Миколаївський національний академічний український театр драми і музичної комедії)

- 6 лютого —
  - «Мауглі» Ніко Лапунова за «Книгою джунглів» Редьярда Кіплінга (реж. Ніко Лапунов, Тернопільський академічний обласний театр актора і ляльки)[16]
  - «Трішечки щастя» Вадима Кречмара, Галини Кречмар, Світлани Ковальчук (реж. Богдан Шутий, Аматорський єврейський театр «А біселе мазл, або Трішечки щастя», м. Бровари)

- 8 лютого —
  - «Несмішний стендап» (реж. Тамара Трунова, Київський академічний театр драми і комедії на лівому березі Дніпра) (офіційна прем'єра)[9][17]

- 16 лютого —
  - «Пастка розуму» Марка Стайлера (реж. Ніл Флекмен, Львівський академічний театр ім. Леся Курбаса)

- 18 лютого —
  - «Аутсайдери» за мотивами творів Віктора Пелевіна та Джорджа Орвелла (реж. Олег Мельничук, Київський академічний театр юного глядача на Липках)[9][18]
  - «Тест» Лукаса Берфуса (реж. Тамара Трунова, Київський академічний театр «Золоті ворота») (в рамках проєкту «OPEN_MIND_STUDENT»)[9][4][19][20]

- 19 лютого —
  - «Крик» (реж. Наталія Гончарова, Театральна артіль «ДрамКом», м. Маріуполь)
  - «Цирк братця Кролика» Володимира Лісового за мотивами «Казок дядечка Римуса» Джоеля Гарріса (реж. Гліб Тюпін, Миколаївський обласний театр ляльок)

- 20 лютого —
  - «Мата Харі» Тетяни Суховірської (реж. Яна Дешко, Мукачівський драматичний театр)
  - «Хуха, Дюдя і Потороча» Нелі Шейко-Медведєвої (реж. Наталія Орєшнікова, Закарпатський обласний театр ляльок «Бавка», м. Ужгород)[21]

- 22 лютого —
  - «Виховання Рити» Віллі Рассела (реж. Сергій Ільїн, Театр на Чайній, м. Одеса)

- 23 лютого —
  - «Вічність і ще один день» імерсивна вистава за п'єсою Милорада Павича (реж. Сергій Павлюк, Херсонський обласний академічний музично-драматичний театр імені Миколи Куліша)[22]
  - «Зальот» (реж. Євген Сафонов, Харківський недержавний театр «SaXaLinUA»)

- 24 лютого —

Театр часів Російсько-української війни

### Березень
- 30 березня —
  - «Сонце» бейбі-вистава Марини Богомаз (реж. Марина Богомаз, Рівненський академічний обласний театр ляльок)[23]

### Відмінені прем'єри
- 25 лютого —
  - «Маклена Ґраса» за п'єсою Миколи Куліша (реж. Степан Пасічник, Харківський академічний український драматичний театр імені Тараса Шевченка)

- 27 лютого —
  - «Дискотека моєї мами» Лєни Лягушонкової (реж. Тетяна Губрій, Київський академічний театр «Золоті ворота») (в рамках проєкту «OPEN_MIND_STUDENT»)[9]
  - «Паперовий ковчег» Іванни Стеф'юк за мотивами книги «Сповідь. Біографія. Свідчення» Сергій Воронцова та Драгоша Олару (реж. Іван Данілін, Культурно-мистецький центр ім. Івана Миколайчука)

- - (???) «Дует» Едварда Олбі (реж. Анни Пироженко, Київський національний академічний Молодий театр)[9]

- - (???) «За серпанком, загадковим серпанком» Івана Корсака (реж. Богдан Бондар, «ГаРмИдЕр», м. Луцьк)[24]

- - (???) «Фатальні пристрасті» (реж. ???, Херсонський обласний академічний музично-драматичний театр імені Миколи Куліша)

- 3 березня —
  - «Я, Паштєт і армія» Кузьми Скрябіна (реж. Володимир Кудлінський, Київський академічний драматичний театр на Подолі)[9][4]

- 5 березня —
  - «Бука» Лєна Лягушонкової та Катерини Пенькової (реж. Максим Голенко, Дикий Театр, м. Київ та Одеський академічний український музично-драматичний театр імені В. Василька) (прем'єра в Одесі — 5 березня, в Києві — 9—10 березня)[25][9][4]

- 6 березня —
  - «Дядечків сон» за однойменною повістю Федора Достоєвського (реж. Вероніка Літкевич, Київський академічний театр юного глядача на Липках)[26]

- 12 березня —
  - «Ідіот» Ростислава Держипільського за мотивами однойменного роману Федора Достоєвського (реж. Ростислав Держипільський, Івано-Франківський національний академічний обласний музично-драматичний театр імені Івана Франка)

- 19 березня —
  - «Матінка  Кураж та її діти» за мотивами п'єси Бертольта Брехта (реж. Оксана Дмітрієва, Харківський державний академічний театр ляльок імені В. А. Афанасьєва) (новий український переклад Сергія Жадана)[4]

- 27 березня —
  - «Кассандра» за однойменною поемою Лесі Українки (реж. Альона Малюга-Мельникова, Ковельський аматорський експериментальний театр-студія «10 ряд 10 місце»)

- - (???) «Ідилія» Дуніна-Марцинкевича (реж. Микола Пінігін (Білорусь), Національний академічний український драматичний театр імені Марії Заньковецької, м. Львів)[27]

- - (???, березень) «Любов ідіота» за мотивами роману «Ідіот» Федора Достоєвського (реж. Андрій Білоус, Київський національний академічний Молодий театр)[28][5][9][11]

- - (???, березень) «Піна днів» Олексія Доричевського за романом Бориса Віана (реж. Наталка Сиваненко, Дикий Театр, м. Київ)[25][9]

- - (???) «Сексуальні неврози наших батьків» Лукаса Берфуса[en] (реж. Наталка Сиваненко, Одеський академічний український музично-драматичний театр імені В. Василька)[29]

### Квітень
- 7 квітня —
  - «Мистецтво війни» гра[н]д-опера «NOVA OPERA» та композитора Сергія Вілки (реж. Богдан Поліщук, Львівський будинок органної і камерної музики)[30]

- 8 квітня —
  - (здача) — «Т. Шевченко. Спогад» (реж. ???, Вінницький академічний обласний театр ляльок «Золотий ключик»(вистава — присвята режисерові Сергію Брижаню)[31]

- 9 квітня —
  - «Співи сонця і тіні» пластична драма за мотивами п'єси Моріса Метерлінка на музику Яна Сібеліуса (реж. Олександр Бєльський, Криворізький міський академічний театр музично-пластичних мистецтв «Академія руху»)[32][33][34][35][36][37]

- 16 квітня —
  - «І де Я?» 1 з 12 монологів у просторі «кв.ARTa» про самоідентифікацію у стилі театрального стендапу (реж. Павло Осіков, Театр одного актора «Ave», м. Кривий Ріг)[31]

- 17 квітня —
  - «Отвєтка» Неди Нежданої (реж. Михайло Фіщенко, Закарпатський академічний обласний український музично-драматичний театр імені братів Юрія-Августина та Євгена Шерегіїв) (п'єса присвячена оперному співакові Василю Сліпаку, який пішов добровольцем на фронт після нападу Росії на Донбас у 2014 році)[38]

- 20 квітня —
  - «Аромат літа, що минає» за п'єсою Гідо Наума (реж. Оксана Стеценко, Харківський академічний український драматичний театр імені Тараса Шевченка)

- 21 квітня —
  - «Чуваки 2.0» Олексія Доричевського за творами Руслана Горового (реж. Дмитро Усов за виставою «Чуваки не святкують, або Ukrainian» Максима Голенка, м. Кам'янське[39][40][41]

- 29 квітня —
  - «Гамлет» за п'єсою Вільяма Шекспіра (реж. Тамара Трунова, Київський академічний театр драми і комедії на лівому березі Дніпра)[5][9][11]
  - «Саша, винеси сміття» Наталки Ворожбіт (реж. Максим Голенко, Одеський академічний український музично-драматичний театр імені В. Василька підготовка вистави тривала у форматі «Театр в укритті»[42][43][44][45][46][47][48][49]

### Травень
- 6 травня —
  - «Івасик-Телесик» за мотивами української народної казки (реж. Оксана Дмітрієва, Харківський державний академічний театр ляльок імені В. А. Афанасьєва (прем'єру зіграли на станціях ім. Масельського та Армійській Харківського метрополітену)[31]

- 14 травня —
  - «Країна серйозних» Марини Смілянець (реж. Михайло Фіщенко, Закарпатський академічний обласний український музично-драматичний театр імені братів Юрія-Августина та Євгена Шерегіїв)[50]

- 19 травня —
  - «Коломба» за мотивами п'єси Жана Ануя (реж. Гліб Тюпін, Театральна студія «Provocator», Ужгород)

- 21 травня —
  - «Карпатський раж» за п'єсою «Екологічна балада» Ольги Мацюпи (реж. Дмитро Леончик, Чернівецький музично-драматичний театр імені Ольги Кобилянської)[51][52]

- 22 травня —
  - «Смак Сонця» Олександр Вітер (реж. Олександр Король, Львівський обласний академічний музично-драматичний театр імені Юрія Дрогобича)
  - «Шевченко. Л або Н» Ольги Анненко (реж. Дмитро Карачун, Молодіжний театр «Silentium», м. Калуш)[53]

- 26 травня —
  - «Король Лір» за п'єсою Вільяма Шекспіра (реж. В’ячеслава Єгоров, Теат-студія переселенців «УЖіК», м. Ужгород)[54][55]

- - (??? — перенос з 20 травня 2020) «Америка» Франца Кафки (реж. Микола Вороненко, Народний студентський театр Центру культури і мистецтв Київського національного технічного університету України «Київський політехнічний інститут імені Ігоря Сікорського»)
  - (???) «Справа Честі» Лутца Хюбнера (реж. Ганна Турло, Київський академічний театр «Золоті ворота») (в рамках проєкту «OPEN_MIND_STUDENT»)[9]

### Червень
- 1 червня —
  - «Ріпка» за мотивами казки «Ріпка» І. Франка (реж. Олена Ткачук, Рівненський академічний обласний театр ляльок) — спільний проєкт із гуртом «Ot Vinta!»[56][57]

- 10 червня —
  - «Маріуполь» Владислава Детюченка на музику Джона Хоупа (Іван Гаркуша) (хор. Владислав Детюченко), Незалежний проєкт (прем’єра відбулася у Вашингтоні, США)[58][59]

- 17 червня —
  - «Марко з Котигорошівки» Надії Симчич (реж. Інна та Іван Даніліни, Народний художній колектив «Театр юних чернівчан» Чернівецького міського палацу дітей та юнацтва та Дитяча театральна студія «Бу-Бу-Бу» Центрального палацу культури м. Чернівці)

- 18 червня —
  - «Міністерство освіти та науки України» Анастасії Косодій (реж. Павло Неброєв та Ольга Донік, Запорізький муніципальний театр-лабораторія «Ві»)[60]
  - «П’ять пісень Полісся» (реж. Ігор Білиць, Національний академічний український драматичний театр імені Марії Заньковецької (камерна сцена), м. Львів)[27]

- 22 червня —
  - «Imperium delendum est» (реж. Дмитро Захоженко, Львівський академічний драматичний театр імені Лесі Українки)[61][62][63]

- 25 червня —
  - «Безіменна зірка» за однойменною п'єсою Михаїла Себастіана (реж. Євген Лунченко, Національний академічний театр російської драми імені Лесі Українки)[9]
  - «В очікуванні світанку» на основі сучасної та класичної любовної лірики поетів-чоловіків, присвяченої жінці (реж. Олександра Кравченко, Київський театр «Veritas» та Національний центр театрального мистецтва ім. Леся Курбаса)
  - «Куди я з вами не піду» за п’єсою «Надвечір‘я з rock-n-roll-om» Михайла Хейфеца (реж. Григорій Мануков (Франція), Київська академічна майстерня театрального мистецтва «Сузір'я»)[64][65][66]
  - «Сіді Таль. Аідише нешуме» (Єврейська душа) Неди Нежданої (реж. Людмила Скрипка, Чернівецький музично-драматичний театр імені Ольги Кобилянської)[67]

- 26 червня —
  - «Ніколи знову? Знову!» етноформація Галина Баранкевич (реж. Олексій Лейбюк, Незалежний проєкт, м. Івано-Франківськ)[68][69]

- 28 червня —
  - «Я вдома» музична моновистава Наталії Могилевської (реж. Наталія Могилевська, Незалежний проєкт, м. Київ)[70][71]

- 30 червня —
  - «Рубікон» за драматичним твором Юрія Соколова (реж. Олексій Биш, Чернігівський обласний молодіжний театр)[72][73]

### Липень
- 1 липня —
  - «Шмата. Одного вечора у бомбосховищі» Андрія Бондаренка на основі акторських імпровізацій (реж. Яна Титаренко, Львівський обласний театр ляльок)
  - «Я норм» Ніни Захоженко (реж. Оксана Дмітрієва, Харківський державний академічний театр ляльок імені В. А. Афанасьєва)[74][75]

- 5 липня —
  - «Калігула» за однойменною п'єсою[en] Альбера Камю (реж. Іван Уривський, Національний академічний драматичний театр імені Івана Франка, камерна сцена)[5][9][11][76][77][78][79][80][81][82][83]

- 9 липня —
  - «Кольори» Павла Ар’є (реж. Ірина Ципіна, Перший український театр для дітей та юнацтва, м. Львів)[84]
  - «Шо ти хочеш?» Павла Осікова (реж. Павло Осіков, Театр одного актора «Ave», м. Кривий Ріг)[85]

- 13 липня —
  - «Вій 2.0» за п'єсою «Вій 2.0» Наталки Ворожбит (реж. Дмитро Обєдніков, Хмельницький обласний український музично-драматичний театр імені Михайла Старицького)[86]

- 14 липня —
  - «Авантюра Никодима Дизми» за романом Тадеуша Доленги-Мостовича (реж. Дмитро Чирипюк, Національний академічний драматичний театр імені Івана Франка, м. Київ)[87][88][9][79][89][90]

- 16 липня —
  - «Крик нації» Людмили Колосович, Олени Білої та акторів театру (реж. Людмила Колосович, Донецький академічний обласний драматичний театр) (прем'єра в Ужгороді)[91][92][93][94][95][96][97]

- 19 липня —
  - «Сон літньої ночі» за п'єсою Вільяма Шекспіра (реж. Марія Грунічева, Проєкт «Stage.UA»)[98][99]

- 22 липня —
  - «Ку-ма-ча-рапура! або Вождь червоношкірих» за новелою О. Генрі (реж. Дмитро Карачун, Молодіжний театр «Silentium», м. Калуш)[100][101][102][103]

- 28 липня —
  - «Обличчя кольору війни» Олексія Гнатюка на основі спогадів акторів, які вийшли з окупованого міста (реж. Олексій Гнатюк, Театр авторської п’єси «Concepcion», м. Маріуполь) (прем'єра в Києві[104][105][106]

- 31 липня —
  - «Оскар і рожева пані» Льва Хохлова за мотивами однойменного роману Еріка-Емманюеля Шмітта (реж. Лев Сомов, Мукачівський драматичний театр)
  - «Трубач» Інни Гончарової (реж. Петро Миронов, Театр інтелектуального формату «Маскам Рад», м. Київ)[107]
  - «Цап-кацап» Ірини Малоліти за мотивами української народної казки «Коза-Дереза» (реж. Андрій Білоус, Київський національний академічний Молодий театр)[108][109]

### Серпень
- 5 серпня —
  - «Кого чути у справі Бейліса» Лесі Берездецької (реж. Дмитро Левицький, Jam Factory Art Center, м. Львів)[110]

- 14 серпня —
  - «Безіменна зірка» за однойменною п'єсою Михаїла Себастіана (реж. Олександр Король, Львівський обласний академічний музично-драматичний театр імені Юрія Дрогобича)[111]

- 18 серпня —
  - «Наприкінці часів» за п'єсою «На початку і наприкінці часів» Павла Ар'є (реж. Артур Опрятний, Дніпровський академічний театр драми і комедії)[112]

- 20 серпня —
  - «Легені» за однойменною п'єсою[en] Дункана МакМілана[en] (реж. Владислав Писарев, Сумський національний академічний театр драми та музичної комедії імені М. С. Щепкіна)[113]
  - «Око за око» Павла Осікова (реж. Павло Осіков, Театр одного актора «Ave», м. Кривий Ріг)

- 27 серпня —
  - «Тіло. Щоденник» за щоденниками тілесності українців у стані війни в рамках нового проєкту «СуБІЛЬмація» (реж. Поліна Коробейник, Київський камерний театр «Дивний Замок»)[114][115]

- - (???) «Старосвітські дідичі» за повістю Миколи Гоголя (реж. Тарас Жирко,  Львівський будинок офіцерів)[116][117]

### Вересень
- 1 вересня —
  - «Про Лицаря Прищака та Принцесу Гарнюню» Марти Гусьньовської (реж. (реж. Марцин Мажець (Польща), Львівський обласний театр ляльок)

- 4 вересня —
  - «Дякую» Андри Каваліаускайте (реж. Андра Каваліаускайте (Литва), Київський академічний театр «Золоті ворота»)[118][119][120]

- 10 вересня —
  - «Колискова для лисиці, яку ще ніхто не бачив» Андри Каваліаускайте (реж. Андра Каваліаускайте (Литва), Київський академічний драматичний театр на Подолі)[120]

- 16 вересня —
  - «Маріупольська драма» Олександра Гавроша за розповідями акторів Віри Лебединської, Дмитра Муранцева, Олени Білої, Ігоря Китриша, Матвія Китриша (реж. Євген Тищук, Донецький академічний обласний драматичний театр) (прем'єра в Ужгороді[121][122]
  - «Тіні забутих предків» Романа Козак за мотивами повісті Михайла Коцюбинського (реж. Роман Козак, Запорізький академічний обласний український музично-драматичний театр імені Володимира Магара)
  - «Щоденник цивільного» моновистава за п'єсою Павло Ар’є (реж. Стас Жирков, ко-проєкт Alytaus teatras (м. Алітус, Литва) та Київського академічного театру «Золоті ворота») (фестивальна прем‘єра — 8 серпня на VIII International Festival of Regional Theaters, м. Поті, Грузія); прем‘єра в Литві — 16 вересня)

- 17 вересня —
  - «Катерина» опера Олександра Родіна, лібрето Миколи Аркаса та Діодора Бобиря за однойменною поемою Тараса Шевченка (реж. Оксана Тараненко, Одеський національний академічний театр опери та балету)[123][124][125][126][127]

- 18 вересня —
  - «Голгофа» Олега Мосійчука (реж. Олег Мосійчук, Тернопільський академічний обласний драматичний театр імені Т. Г. Шевченка)[128]

- 23 вересня —
  - «Котик солоденький, або Легкого життя ніхто не обіцяв» Жана-Клода Іслєра (реж. Олександр Варун, Дніпропетровський академічний обласний український молодіжний театр)
  - «Неаполітанські пристрасті» Едуардо де Філіппо (реж. Павло Гатілов, Одеський академічний український музично-драматичний театр імені В. Василька)

- 24 вересня —
  - «CODE UA» Марини Осіпової (реж. Олександра Блінкова, Незалежний музичний театр «057», м. Харків)[129][130]
  - «Благослови звірів і дітей» за однойменною повістю[en] Глендона Свортаута[en] (реж. Валерія Федотова, Київський академічний театр юного глядача на Липках)[131][132][133]
  - «Будинок без номера» Ярослава Федоришина (реж. Алла Федоришина, Львівський академічний духовний театр «Воскресіння»)[134]

- 29 вересня —
  - «У джазі тільки дівчата» за мотивами художнього фільму Біллі Вайлдера 1959 року (реж. Назарій Панів, Івано-Франківський національний академічний обласний музично-драматичний театр імені Івана Франка)[135][136]

### Жовтень
- 1 жовтня —
  - «Синдром уцілілого» Андрія Бондаренка (реж. Руслана Порицька, Луцький незалежний театр «ГаРмИдЕр»)[137]

- 2 жовтня —
  - «Євроваліза» Ігоря та Люби Липовських (реж. ???, Народний Молодіжний театр «ЛюбАрт», м. Калуш)[138]

- 7 жовтня —
  - «Осіння соната» Інгмара Бергмана (реж. Тарас Криворученко, Київський національний академічний Молодий театр)[9]
  - «Переклади» Брайана Фріла[en] (реж. Кирило Кашліков, Національний академічний драматичний театр імені Лесі Українки)[139][140][141]

- 13 жовтня —
  - «Проста українська скіфська баба» Марина Васильєва за романом «Доця» Тамари Горіха Зерня (реж. Артем Свистун, Миколаївський академічний художній драматичний театр)[142][143][144][145]

- 14 жовтня —
  - документальна вистава «Лишитись (не) можна…» Ксенії Швець на основі реальних історій артистів театру та деяких херсонців (реж. Євгеній Резніченко, Херсонський обласний академічний музично-драматичний театр імені Миколи Куліша)[146][147][148][115]

- 15 жовтня —
  - «Всупереч» Юліти Ран (реж. Антон Меженін, Дніпровський академічний театр драми і комедії)[149][150][151]
  - «Котячі історії» за п’єсою «Коти–біженці» Людмили Тимошенко та Марини Смілянець (реж. Катерини Богданової, Миколаївський академічний художній драматичний театр)[152][153][154][155]
  - «Львівське танго» Андрія Бондаренка, Наталі Боймук (реж. Богдан Ревкевич, Національний академічний український драматичний театр імені Марії Заньковецької, м. Львів)[156][157]
  - «Селфі зі склерозом» Олександра Володарського (реж. Роман Бутовський, Муніципальний театр сатири, м. Кропивницький)[158]

- 16 жовтня —
  - «Говори зі мною» за віршами українських поетів Лесі Українки, Олени Теліги, Ліни Костенко, Оксани Забужко, Анатолія Матвійчука, Юрія Іздрика, Юрія Строканя та Елізи Солодкої (реж. Ольга Анненко, Київський камерний театр «Дивний Замок»)

- 21 жовтня —
  - «Марлені» Теа Дорн (реж. Ігор Матіїв, Київський академічний драматичний театр на Подолі)[159][119]
  - «Я, війна і пластикова граната» Ніни Захоженко (реж. Олександр Крижанівський, Ігор Рубашкін, Київський академічний театр на Печерську)[160][161]

- 22 жовтня —
  - «Принцеса цирку» оперета Імре Кальмана (реж. ???, Одеський академічний театр музичної комедії імені М. Водяного)

- 23 жовтня —
  - «Привид замку Кентервіль» за оповіданням «Кентервільський привид» Оскара Вайлда (реж. Ігор Білиць, Перший український театр для дітей та юнацтва, м. Львів)[162]

- 27 жовтня —
  - «ВПО» Ірини Феофанової (реж. Андрій Бакіров, Чернігівський обласний академічний український музично-драматичний театр імені Тараса Шевченка)[163]

- 28 жовтня —
  - «Емігранти» Славомира Мрожека (реж. Володимир Кудлінський, Київський академічний драматичний театр на Подолі)[119][164][165]

- 29 жовтня —
  - «Травіата» опера Джузеппе Верді (реж. Анатолій Солов'яненко, Національний академічний театр опери та балету України імені Тараса Шевченка, м. Київ)[166][167][5][9][11][168]

- 30 жовтня —
  - «Бондарівна» за однойменною п'єсою Івана Карпенка-Карого (реж. Сергій Павлюк, Кропивницький академічний український музично-драматичний театр імені М. Л. Кропивницького)[169][170][171]
  - «Коти-біженці» Людмили Тимошенко та Марини Смілянець (реж. Наталія Орєшнікова, Закарпатський обласний театр ляльок «Бавка»)

### Листопад
- 5 листопада —
  - «Повернення блудного батька» Іллі Ноябрьова (реж. Ілля Ноябрьов, Антреприза, м. Київ)[172]

- 6 листопада —
  - «Білосніжка» балет Богдана Павловського, лібрето — Яніна Кисельова за мотивами казки «Білосніжка та семеро гномів» братів Грімм (дир. Ігор Чернецький, хор. Гаррі Севоян, Яніна Кисельова, Одеський національний академічний театр опери та балету)[173]

- 12 листопада —
  - «Молитва за Елвіса» Марини Смілянець (реж. Іван Шморгунов, Народний драматичний театр ім. Агеєва, м. Чернівці)[174].

- 13 листопада —
  - «Страшна помста» опера Євген Станкович за мотивами однойменної повісті Миколи Гоголя (реж. Андреас Вайріх (Німеччина), Львівський національний академічний театр опери та балету імені Соломії Крушельницької)[175][176]

- 17 листопада —
  - «Люби-мене-не покинь» Ольги Анненко (реж. Максим Михайліченко, Київський академічний театр юного глядача на Липках)[115]

- 19 листопада —
  - «Хеппі Бьоздей» за п’єсою «Божевільний з дому навпроти» Ольги Анненко (реж. Олександра Кравченко, «Veritas», м. Київ)[115]
  - «Чумацький шлях» Сергія Брижаня (реж. Михайло Урицький, Рівненський академічний обласний театр ляльок)[177]

- 20 листопада —
  - «Носороги» Ежена Йонеско (реж. Станіслав Садаклієв, Черкаський академічний обласний український музично-драматичний театр імені Т. Г. Шевченка)[178]

- 24 листопада —
  - «The ball» за мотивами однойменного художнього фільму режисера Етторе Скола (реж. Маттео Спіацці (Італія), Київський національний академічний театр оперети)[179][5][9][11][119][115]
  - «Шахрайки» Наталії Уварової (реж. Євген Курман, Миколаївський академічний художній драматичний театр)[180][181]

- 25 листопада —
  - «Б’ютіфуллайф» за п’єсою «Б’ютіфул лайф» Марини Смілянець (реж. Олег Симоненко, Театр на Чайній, м. Одеса)[182]

- 26 листопада —
  - «Вихід» за п'єсою «Алло» Сергія Марена (реж. Марго Савенко, Дніпровський академічний театр драми і комедії)
  - «Непробудження» Джойї Баттісти (реж. Геннадій Широченко, Запорізький муніципальний театр-лабораторія Vie)[183]

- 27 листопада —
  - «Качка» Марти Ґушньовської (реж. Наталя Орєшнікова, Донецький академічний обласний драматичний театр) (прем'єра в Ужгороді)[184][185][186]

### Грудень
- 2 грудня —
  - «Хлібне перемир’я» Сергія Жадана (реж. Дмитро Некрасов, Сумський національний академічний театр драми та музичної комедії імені М. С. Щепкіна)[187]

- 3 грудня —
  - «Божевільний день, або пригоди у Торбокраї» Ігоря Прокоп'яка за твором «Мішечок історій Мішковинки» Микити Лукаша (реж. Ігор Прокоп'як, Івано-Франківський академічний обласний театр ляльок імені Марійки Підгірянки)
  - «Свої» за п’єсою «Перш ніж проспіває півень» Івана Буковчана (реж. Олександр Степанцов, Національний академічний театр російської драми імені Лесі Українки)[188][65]
  - «Сковородійство» Руслана Порицька за творами Григорія Сковороди і повідомленнями із соцмереж (реж. Руслана Порицька, Луцький незалежний театр «ГаРмИдЕр»)[189]

- 4 грудня —
  - «Salute, yealousy! або Привіт, ревнощі» за поезією Олексія Юріна (м. Черкаси) та Ліни Петляк (м. Івано-Франківськ) (реж. Володимир Радько, Черкаський академічний театр ляльок)

- 6 грудня —
  - «Параша» Ігоря Білиця, Володимира Гладкого (реж. Ігор Білиць, Творче об’єднання «Срака мотика», м. Київ)[190][191][192]

- 11 грудня —
  - «Метод» за п'єсою «Метод Гренхольма» Жорді Гольсерана[en] (реж. Тетяна Губрій, Одеський академічний український музично-драматичний театр імені В. Василька)[193]

- 15 грудня —
  - «Енеїда» за однойменною поемою Івана Котляревського (реж. Тетяна Авраменко, Київський академічний театр українського фольклору «Берегиня»)[194]
  - «Цар Едіп» за однойменною п'єсою Софокла (реж. Давид Петросян, Київський академічний драматичний театр на Подолі)[119][195][196]

- 16 грудня —
  - «MORE» Славомира Мрожека (реж. Владислав Костика, Театр на Чайній, м. Одеса)[197]

- 17 грудня —
  - «Возлюби ближнього свого» за романом Еріха Марія Ремарка (реж. Володимир Давиденко, Харківський державний академічний російський драматичний театр імені О. С. Пушкіна)[198][199]
  - «Зальот» за п'єсою «Дядя Міша» Людмили Тимошенко (реж. Юрій Радіонов, Український малий драматичний театр)[5][200][201][202][115][203]
  - «МИНА. Історія перевертня» за п’єсою «Мина Мазайло» Микола Куліш (реж. Дмитро Леончик, Чернівецький музично-драматичний театр імені Ольги Кобилянської)[204]
  - «Ніч перед Різдвом» за повістю Миколи Гоголя (реж. Олексій Гнатковський, Одеський академічний український музично-драматичний театр імені В. Василька)[205]

- 21 грудня —
  - «Кар'єра Артуро Уї, яку можна було спинити» Бертольда Брехта (реж. Дмитро Богомазов, Національний академічний драматичний театр імені Івана Франка, м. Київ)[76][119][206][207][208][209][210][211]

- 22 грудня —
  - «Дар роду» за текстами Анастасії Матешко (реж. Ольга Ларіна, Варвара Глуховська, Київський академічний театр на Печерську)[212]

- 24 грудня —
  - «Барбер-шоу» (реж. Ігор Матіїв, Дніпровський академічний театр драми і комедії)[213]
  - «За щучим велінням» Марка Кропивницького (реж. Ігор Азаров, Кропивницький академічний український музично-драматичний театр імені М. Л. Кропивницького)[214]
  - «Летючий корабель» за мотивами української народної казки (реж. Сергій Бєльський, Криворізький академічний міський театр музично-пластичних мистецтв «Академія руху»)[215]

- 25 грудня —
  - «Вертеп Донеччини» за мотивами п’єси «Іродова морока» Пантелеймона Куліша із використанням автентичних колядок і щедрівок Донеччини (реж. Людмила Колосович, Донецький академічний обласний драматичний театр) (прем'єра в Ужгороді)[216]
  - «Український традиційний вертеп» (реж. Євген Курман, Миколаївський академічний художній драматичний театр)[217][218]

- 28 грудня —
  - «Захар Беркут» за однойменною повістю Івана Франка (реж. Андрій Приходько, Львівський академічний театр імені Леся Курбаса)

### Без дати
- - (???) «Rigoletto» опера Джузеппе Верді (реж. Євген Лавренчук) (презентація майбутньої постановки опери пройшла 7 травня 2022 року у нью-йоркському New Art Dealers Alliance (NADA)[en]. Диригент Віктор Плоскіна, художниця Міра Мачіна))
  - (???, літо) «Білий птах з чорною міткою» (реж. Ростислав Держипільський, Одеський академічний український музично-драматичний театр імені В. Василька)
  - (???, осінь) «Венеціанські близнюки» Карла Ґольдоні (реж. Маттео Спіацці (Італія), Київський академічний театр драми і комедії на лівому березі Дніпра)[9][11]
  - (???) «Гравці» Миколи Гоголя (реж. Іван Данілін, Київський академічний театр «Актор»)[219][9]
  - (???) «Джентльмени» (реж. Руслан Гофуров, Київський академічний театр юного глядача на Липках, мала сцена)[26]
  - (???) «Дон Жуан» (реж. Жуль Одрі (Франція), Одеський академічний український музично-драматичний театр імені В. Василька)
  - (???) «З неба впало три яблука» Наріне Абгарян (реж. Марія Лук'янова, Київський національний академічний Молодий театр)[9]
  - (???) «Зниклий велосипедист» (реж. Олексій Лісовець, Київський академічний театр драми і комедії на лівому березі Дніпра, мала сцена)[9]
  - (???) «Імперія краси, або Хелена Рубінштейн» за п'єсою «Мадам Рубінштейн» Джона Містоу (реж. Ігор Білиць, Одеський академічний український музично-драматичний театр імені В. Василька) (перенесена прем'єра з 21 квітня)
  - (???) «Казки Оскара Вайлда» (реж. Вероніка Літкевич, Київський академічний театр юного глядача на Липках)[5][9][26]
  - (???) «Катапульта» Дмитра Богословського (реж. Стас Жирков, Київський академічний театр драми і комедії на лівому березі Дніпра, мала сцена)[9][4]
  - (???) «Косметика ворога» Амелі Нотомб (реж. ???, Київський національний академічний Молодий театр)
  - (???) «Марсіанські хроніки» за оповіданнями Рея Бредбері (реж. ???, Київський академічний драматичний театр на Подолі)[219][140][5][9]
  - (???) «Мартин Боруля» за однойменною п'єсою Івана Карпенка-Карого (реж. Орест Огородник, Національний академічний український драматичний театр імені Марії Заньковецької, м. Львів)[27]
  - (???) «Мері Поппінс повертається» (реж. Олеся Галканова, Національний академічний український драматичний театр імені Марії Заньковецької, м. Львів)[27]
  - (???) «Мізері» Стівена Кінга (реж. ???, Київський академічний драматичний театр на Подолі)[140]
  - (???, осінь) «Молитва за Елвіса» Марини Смілянець (реж. ???, Театр на Михайлівській, м. Київ)[220].
  - (???) «Молоко» Катерини Мавроматіс (реж. Андрій Білоус, Київський національний академічний Молодий театр)[221][222]
  - (???) «Острів сліз» за сценарієм Івана Миколайчука у співавторстві з французькою режисеркою Еліане Сабате (реж. ???, Київський академічний театр українського фольклору «Берегиня»)[9]
  - (???) «Офелія» Алека Нєміро, Анастасії Пустовіт, Марини Клімової та Едіт Салданьї (реж. Алек Нєміро, Київський академічний театр драми і комедії на лівому березі Дніпра, мала сцена)[4]
  - (???) «Патетична соната» Миколи Куліша (реж. Валерія Федотова, Одеський академічний український музично-драматичний театр імені В. Василька)
  - (???) «Перукарка» Сергія Медвєдєва (реж. Тамара Трунова, Київський національний академічний Молодий театр)[28]
  - (???) «Піднесення» за однойменною новелою Стівен Кінга (реж. Віталій Малахов, Київський академічний драматичний театр на Подолі)[223][140]
  - (???) «Покоління Секонд Хенд» за книгою Світлани Алексієвич (реж. Юрій Радіонов, Дикий Театр, м. Київ)[25][28]
  - (???) «Саме там, саме тоді» Бернарда Слейда (реж. Ірина Барковська, Національний академічний театр російської драми імені Лесі Українки)[9]
  - (???) «Собача будка» Марини Смілянець (реж. Андрій Святецький, Київський академічний театр «Актор»)[9]
  - (???) «Тарас Бульба» за повістю Миколи Гоголя (реж. Дмитро Весельський, Київський національний академічний Молодий театр / Український малий драматичний театр)[224][28]
  - (???) «Тарас Бульба» за повістю Миколи Гоголя (реж. Вадим Сікорський, Національний академічний український драматичний театр імені Марії Заньковецької, м. Львів)[27]
  - (???) «У тиші бавовняних полів» Бернара-Марі Кольтеса (реж. Ролан Озе (Франція), Київський національний академічний Молодий театр)